# Od jutra już
Od jutra już – ostatni album studyjny zespołu Andrzej i Eliza, wydany w 1980 roku.

## Lista utworów
| CD 1 1. „Dziewczyna z miejscówkami” (muz. E. Grochowiecka, E. Horbaczewska, sł. K. Logan) – (03:43) 2. „Coś z Szekspira” (muz. E. Grochowiecka, sł. A. Mogielnicki) – (02:47) 3. „Hej Panie Słońce” (muz. W. Trzciński, sł. B. Olewicz) – (03:50) 4. „Kuglarskie sztuczki” (muz. A. Rybiński, sł. K. Logan) – (03:12) 5. „Choćbyś przeszukała cały świat” (muz. J. Rybiński, sł. B. Olewicz) – (03:45) 6. „Od jutra już” (muz. J. Rybiński, sł. A. Kuryło) – (03:45) | CD 2 1. „Przeciętna historia nieprzeciętnej miłości” (muz. J. Rybiński, sł. B. Olewicz) – (20:10) - „Czy ja cię gdzieś już nie widziałem?” – (02:05) - „Więc mnie kochaj” – (02:35) - „Daj mnie Poszaleć” – (01:40) - „Moment wahania” – (01:02) - „Ale warto się bić” – (02:03) - „tajemnica zwyczajnych dni” – (02:10) - „Sto sowodów do rozwodu” – (01:55) - „Zamknięte drzwi między mami” – (02:20) - „Teraz kiedy obca jesteś mi” – (04:20) |

## Skład zespołu
- Eliza Grochowiecka – śpiew
- Andrzej Rybiński – śpiew, gitara akustyczna, fortepian, moog.
- J. Rybiński – śpiew, gitara basowa
- Piotr Szpernol – gitara elektryczna
- Stanisław Witta – rhodes
- Jacek Berenthal – chordofony, moog.
- Marian Śnigurowicz – perkusja
- Jan Laskowski – kierownik zespołu[2]